# 마이클 섀넌
마이클 섀넌(Michael Shannon, 1974년 8월 7일~ )은 미국의 배우이다. 1993년 영화 《사랑의 블랙홀》로 데뷔했으며, 2002년 영화 《8 마일》을 통해 이름을 크게 알렸다. 영화 《레볼루셔너리 로드》와 《녹터널 애니멀스》를 통해 아카데미 남우조연상 후보에 2회 올랐다. DC 확장 유니버스의 조드 장군 역으로도 전 세계적으로 알려져 있다.

## 출연 작품

### 영화
- 사랑의 블랙홀 (1993) - 프레드 역
- 진주만 (2001) - Lt. 구즈 우드 역
- 바닐라 스카이 (2001) - 애런 역
- 하이 크라임 (2002)
- 8 마일 (2002)
- 나쁜 녀석들 II (2003)
- 월드 트레이드 센터 (2006) - 데이브 칸즈 역
- 악마가 너의 죽음을 알기 전에 (2007)
- 레볼루셔너리 로드 (2008)
- 런어웨이즈 (2010)
- 테이크 쉘터 (2011)
- 머드 (2012)
- 맨 오브 스틸 (2013) - 조드 장군 역
- 라스트 홈 (2014)
- 러빙 (2016)
- 솔트 앤 파이어 (2016)
- 녹터널 애니멀스 (2016)
- 셰이프 오브 워터: 사랑의 모양 (2017) - 리차드 스트릭랜드 역
- 커런트 워 (2017) - 조지 웨스팅하우스 역
- 12 솔져스 (2018)
- 나이브스 아웃 (2019) - 월트 역
- 불릿 트레인 (2022)
- 플래시 (2023) - 조드 장군 역
- 캔터베리 글래스 (미정)

### 드라마
- 보드워크 엠파이어 (2010-14) - 넬슨 밴 앨든 역
- 리틀 드러머 걸 (2018) - 마틴 커츠 역
- 웨이코 (2018)
- 나인 퍼펙트 스트레인저스 (2021) - 나폴레옹 역